# Mitglieder der Württembergischen Landstände 1838 bis 1844
Diese Liste umfasst die Mitglieder der Württembergischen Landstände des Königreichs Württemberg in der Wahlperiode von 1838 bis 1844.
Während dieser Wahlperiode tagte der 10. ordentliche Landtag vom 1. Februar 1839 bis zum 9. Juli 1839 und der 11. ordentliche Landtag vom 23. Oktober 1841 bis zum 10. April 1843.

## Das Präsidium der Ersten Kammer (Kammer der Standesherren)
Präsident: Fürst Ernst I. zu Hohenlohe-Langenburg 

Vizepräsident: Fürst Georg zu Löwenstein-Wertheim-Freudenberg

## Die Mitglieder der Ersten Kammer

### Prinzen des Hauses Württemberg
- Kronprinz Karl von Württemberg trat 1841 in die Kammer ein
- Königlicher Prinz Paul von Württemberg
- Königlicher Prinz Friedrich von Württemberg
- Königlicher Prinz August von Württemberg
- Herzog Adam von Württemberg
- Herzog Alexander Konstantin von Württemberg war in dieser Wahlperiode nie persönlich anwesend
- Herzog Eugen II. von Württemberg war nie persönlich anwesend
- Herzog Eugen III. Alexander Erdmann von Württemberg seit 1842 Mitglied der Kammer, war jedoch nie persönlich anwesend
- Herzog Paul Wilhelm von Württemberg
- Herzog Friedrich Alexander von Württemberg war nie persönlich anwesend und ließ sich vertreten
- Herzog Ernst Alexander von Württemberg war nie persönlich anwesend

### Standesherren (Fürsten)
- Fürst Karl Egon II. zu Fürstenberg war in dieser Wahlperiode nie persönlich anwesend
- Fürst Karl Friedrich Ludwig zu Hohenlohe-Kirchberg
- Fürst Ernst I. zu Hohenlohe-Langenburg
- Fürst Karl Albrecht III. zu Hohenlohe-Waldenburg-Schillingsfürst († 1843), aber bereits 1839 gefolgt von seinem Sohn Friedrich
- Fürst August zu Hohenlohe-Oehringen vertreten bis 1842 durch seinen Sohn Friedrich, seit 1843 vertreten durch seinen Sohn Hugo zu Hohenlohe-Oehringen
- Fürst Karl August zu Hohenlohe-Waldenburg-Bartenstein († 1844)
- Fürst Ludwig zu Hohenlohe-Jagstberg war nie persönlich anwesend
- Fürst Friedrich zu Oettingen-Wallerstein († 1842). Sein Sohn Karl konnte wegen Unmündigkeit nicht persönlich in die Kammer eintreten
- Fürst Maximilian Karl von Thurn und Taxis war nie persönlich anwesend
- Fürst Karl Thomas Albrecht Ludwig zu Löwenstein-Wertheim-Rosenberg war nie persönlich anwesend
- Fürst Alois III. zu Oettingen-Spielberg († 1855), gefolgt 1843 von seinem Sohn (und seit 1841 Stellvertreter) Otto zu Oettingen-Spielberg
- Fürst Leopold von Waldburg zu Zeil und Wurzach
- Fürst Franz von Waldburg zu Zeil und Trauchburg, vertreten durch seinen Sohn Konstantin von Waldburg zu Zeil und Trauchburg
- Fürst Friedrich von Waldburg zu Wolfegg und Waldsee
- Fürst Alfred zu Windischgrätz war nie persönlich anwesend
- Fürst Ferdinand zu Solms-Braunfels
- Fürst Georg zu Löwenstein-Wertheim-Freudenberg

### Standesherren (Grafen)
- Graf Franz von Königsegg-Aulendorf vertreten durch seinen Sohn Gustav von Königsegg-Aulendorf
- Graf Eberhard zu Erbach-Wartenberg-Roth, dessen Stimme ruhte
- Graf Hugo Waldbott von Bassenheim war nie persönlich anwesend.
- Graf Maximilian von Törring-Gutenzell war nie persönlich anwesend
- Graf Wilhelm von Quadt zu Wykradt und Isny seit 1843 vertreten durch seinen Sohn Otto Wilhelm von Quadt zu Wykradt und Isny
- Graf von Plettenberg-Mietingen dessen Stimme ruhte
- Graf Richard von Schaesberg-Thannheim

### Standesherrliche Gemeinschaften
- Löwenstein, vertreten durch Fürst Georg zu Löwenstein-Wertheim-Freudenberg
- Limpurg-Obersontheim, vertreten durch Fürst Georg zu Löwenstein-Wertheim-Freudenberg
- Limpurg-Oberroth und Limpurg-Waldeck (ruhte)
- Limpurg-Gaildorf
- Graf Friedrich von Pückler-Limpurg

### Erblich ernannte Mitglieder
- Graf Aloys von Rechberg und Rothenlöwen zu Hohenrechberg († 1849), gefolgt 1842 von seinem Sohn und Stellvertreter Albert von Rechberg
- Graf Alfred von Neipperg war in dieser Wahlperiode nie persönlich anwesend

### Auf Lebenszeit ernannte Mitglieder
- Josef von Beroldingen
- Graf Friedrich Wilhelm von Bismarck
- Graf Friedrich von Franquemont († 1842)
- Karl von Gärttner trat 1842 in die Kammer ein
- Freiherr Karl von Holzschuher
- Freiherr Ernst Eugen von Hügel
- Freiherr Eugen von Maucler
- Benjamin Ferdinand von Mohl
- Freiherr Philipp Moritz von Schmitz-Grollenburg
- Freiherr August Rudolf von Soden
- Graf Johann Georg von Sontheim

## Das Präsidium der Zweiten Kammer (Kammer der Abgeordneten)
Präsident: Dr. Karl Georg Wächter 

Vizepräsident: Anton Peter von Rummel

## Die 23 bevorrechtigten Mitglieder der Zweiten Kammer

### Vertreter der Ritterschaft des Neckarkreises
- Freiherr Gustav von Berlichingen
- Freiherr Leo von Reischach
- N. N.[2]

### Vertreter der Ritterschaft des Jagstkreises
- Graf Christoph von Degenfeld-Schonburg
- Freiherr Ludwig von Eyb
- Freiherr Karl von Woellwarth-Lauterburg

### Vertreter der Ritterschaft des Schwarzwaldkreises
- Freiherr Georg Cotta von Cottendorf
- Freiherr Carl von Gültlingen
- Freiherr Maximilian von Ow

### Vertreter der Ritterschaft des Donaukreises
- Freiherr August von Hornstein-Bußmannshausen
- Freiherr Joseph von Linden
- Freiherr Ferdinand von Sturmfeder
- Freiherr Maximilian Marquard von Ulm-Erbach-Mittelbiberach

### Vertreter der evangelischen Landeskirche
- Generalsuperintendent von Heilbronn: Jakob Friedrich von Märklin bis 1841, gefolgt von Friedrich von Geß
- Generalsuperintendent von Ludwigsburg: Sixt Jakob von Kapff bis 1841, gefolgt von Christian David Alexander von Heermann
- Generalsuperintendent von Reutlingen: Christian Karl August von Haas bis 1841,  gefolgt von Karl August von Faber
- Generalsuperintendent von Hall: Johann Gottfried von Pahl bis 1839, gefolgt von Karl August von Faber bis 1841, gefolgt 1841 kurzzeitig von Christian David Alexander von Heermann, gefolgt 1841 von Heinrich Christoph Wilhelm von Sigwart
- Generalsuperintendent von Tübingen: Nathanael Friedrich von Köstlin
- Generalsuperintendent von Ulm: Carl Christian von Flatt bis 1842, gefolgt 1843 von Christian Nathanael von Osiander

### Vertreter des Bistums Rottenburg
- Bischof von Rottenburg: Johann Baptist von Keller
- Domkapitular von Rottenburg: Ignaz von Jaumann
- Dienstältester katholischer Dekan: Peter Bernhard von Strobel

### Kanzler der Universität Tübingen
- Dr. Karl Georg Wächter

## Die 70 gewählten Abgeordneten der Zweiten Kammer

### Die Abgeordneten der sieben „guten Städte“
| Stadt       | Name                                           |
| ----------- | ---------------------------------------------- |
| Stuttgart   | Georg Gottlob von Gutbrod                      |
| Tübingen    | Dr. Karl Scheurlen                             |
| Ludwigsburg | Heinrich Preyß († 1840)                        |
| Ludwigsburg | Karl Ludwig David von Krauß                    |
| Ellwangen   | Johann Nepomuk Wocher († 1842)                 |
| Ellwangen   | Ulrich Innozenz Rettenmaier                    |
| Ulm         | David Schultes (legte 1841 sein Mandat nieder) |
| Ulm         | Daniel Müller                                  |
| Heilbronn   | Adolf Goppelt                                  |
| Reutlingen  | Karl von Camerer                               |

### Die Abgeordneten der Oberämter desNeckarkreises
| Oberamt           | Name                                                     |
| ----------------- | -------------------------------------------------------- |
| Backnang          | Christian Daniel Schmückle                               |
| Besigheim         | Eduard Hammer                                            |
| Böblingen         | Christian Friedrich Kayser († 1844)                      |
| Brackenheim       | Friedrich Schwarz                                        |
| Cannstatt         | Heinrich von Idler                                       |
| Esslingen         | Carl Deffner                                             |
| Heilbronn (Amt)   | Ludwig von Waaser (legte sein Mandat 1842 nieder)        |
| Heilbronn (Amt)   | Johann Friedrich Mayer                                   |
| Leonberg          | Franz Offterdinger                                       |
| Ludwigsburg (Amt) | Christian Groß                                           |
| Marbach           | Gottlob Adolf Veiel                                      |
| Maulbronn         | Adam Friedrich Gock († 1842)                             |
| Maulbronn         | Karl Fehleisen                                           |
| Neckarsulm        | Friedrich von Klett                                      |
| Stuttgart (Amt)   | Eduard Gottlieb Spring                                   |
| Vaihingen         | Jakob Friedrich Heinrich Redwitz                         |
| Waiblingen        | Eberhard Ludwig Schlaich (legte sein Mandat 1839 nieder) |
| Waiblingen        | Jakob Friedrich Barchet                                  |
| Weinsberg         | Ernst Gustav von Rümelin                                 |

### Die Abgeordneten der Oberämter desJagstkreises
| Oberamt         | Name                                                                         |
| --------------- | ---------------------------------------------------------------------------- |
| Aalen           | Joseph Gehringer (legte 1839 sein Mandat nieder)                             |
| Aalen           | Gottlieb Friedrich von Stump                                                 |
| Crailsheim      | Friedrich Stahl                                                              |
| Ellwangen (Amt) | Johann Michael Zimmerle († 1841)                                             |
| Ellwangen (Amt) | Dr. Carl Joseph Hefele                                                       |
| Gaildorf        | Heinrich Ferdinand Pantlen                                                   |
| Gerabronn       | Dr. Hermann von Knapp                                                        |
| Gmünd           | Dr. Johann Georg Mühleisen (Alterspräsident des zehnten und elften Landtags) |
| Hall            | Philipp Honold                                                               |
| Heidenheim      | Wilhelm August Christian Benjamin Vischer                                    |
| Künzelsau       | Joseph Clemens                                                               |
| Mergentheim     | Damian von Mosthaf                                                           |
| Neresheim       | August Majer                                                                 |
| Öhringen        | Dr. Gustav Duvernoy                                                          |
| Schorndorf      | Albert von Ringler                                                           |
| Welzheim        | Johannes Bürkle                                                              |

### Die Abgeordneten der Oberämter desSchwarzwaldkreises
| Oberamt        | Name                                            |
| -------------- | ----------------------------------------------- |
| Balingen       | Johann Jakob Wohnhaas                           |
| Calw           | Johann Georg Dörtenbach                         |
| Freudenstadt   | Dr. Willibald von Feuerlein                     |
| Herrenberg     | Konrad Ludwig Hiller                            |
| Horb           | Anton Peter von Rummel                          |
| Nagold         | Karl Gottlieb Schoffer                          |
| Neuenbürg      | Friedrich Ludwig Hörner                         |
| Nürtingen      | Dr. Friedrich von Gmelin                        |
| Oberndorf      | Karl Hirsch                                     |
| Reutlingen     | Immanuel Gottlieb Rümelin                       |
| Rottenburg     | Karl Theodor Perrenon († 1839)                  |
| Rottenburg     | Johann Nepomuk Schott                           |
| Rottweil       | Maximilian Teufel                               |
| Spaichingen    | Tiberius Keller                                 |
| Sulz           | Ludwig Becherer (legte sein Mandat 1842 nieder) |
| Sulz           | Johann Heinrich Schneider                       |
| Tübingen (Amt) | Karl Friedrich Jeitter                          |
| Tuttlingen     | Jakob Friedrich Schneckenburger                 |
| Urach          | Johann Christian Friederich († 1842)            |
| Urach          | Christian August Maximilian Rau                 |

### Die Abgeordneten der Oberämter desDonaukreises
| Oberamt    | Name                                          |
| ---------- | --------------------------------------------- |
| Biberach   | Christian Ludwig Enchelmayer                  |
| Blaubeuren | Eberhard Friedrich Zais                       |
| Ehingen    | Franz Probst                                  |
| Geislingen | Michael Häberlin                              |
| Göppingen  | Georg Leonhard Holzinger                      |
| Kirchheim  | Philipp Gottlieb Osiander                     |
| Leutkirch  | Gottlob August Friedrich Neuffer              |
| Münsingen  | Johannes von Werner                           |
| Ravensburg | Franz von Zwerger                             |
| Riedlingen | Franz Xaver Bollstetter                       |
| Saulgau    | Freiherr Karl Johann Schott von Schottenstein |
| Tettnang   | Alois Joseph Henckel                          |
| Ulm        | Karl Ruff                                     |
| Waldsee    | Karl Ferdinand Rau                            |
| Wangen     | Georg Martin Schnitzer                        |
| Wiblingen  | Johann Baptist Bauer                          |